# Nova Branik Maribor
Nova KBM Branik Maribor – żeński klub piłki siatkowej ze Słowenii. Swoją siedzibę ma w Mariborze.

## Sukcesy
Mistrzostwa Słowenii:
- 1992, 1993, 1996, 1998, 1999, 2000, 2001, 2002, 2009, 2011, 2012, 2013, 2014, 2017, 2018, 2019
- 1994, 1995, 1997, 2003, 2004, 2006, 2008, 2010, 2015, 2016, 2021, 2022[1], 2024[2]
- 2007, 2023

Puchar Słowenii:
- 1992, 1993, 1994, 1996, 1998, 1999, 2000, 2001, 2002, 2003, 2010, 2011, 2012, 2015, 2016, 2017, 2018, 2020, 2023[3], 2024[4]

MEVZA - Liga Środkowoeuropejska:
- 2010, 2012, 2013, 2015
- 2009, 2014, 2019, 2020, 2023[5]
- 2008, 2017, 2018, 2022[6], 2024[7]